# Gara Aurel Vlaicu
Gara Aurel Vlaicu este o stație de cale ferată care deservește Geoagiu, județul Hunedoara, România.